# Жамбильський сільський округ (Мойинкумський район)
Жамби́льський сільський округ (каз. Жамбыл ауылдық округі, рос. Жамбылский сельский округ) — адміністративна одиниця у складі Мойинкумського району Жамбильської області Казахстану. Адміністративний центр — село Жамбил.
Населення — 1222 особи (2021; 1234 у 2009, 1268 у 1999, 1744 у 1989).
Станом на 1989 рік існувала Джамбульська сільська рада (села Джамбул, Интали, Кояндиузек). 1997 року Жамбильський сільський округ був ліквідований та приєднаний до складу Мойинкумського сільського округу, однак 2001 року Жамбильський сільський округ був відновлений.

## Склад
До складу округу входять такі населені пункти:
| Населений пункт  | Старі назви                                | Населення, осіб (1989) | Населення, осіб (1999) | Населення, осіб (2009) | Населення, осіб (2021) |
| ---------------- | ------------------------------------------ | ---------------------- | ---------------------- | ---------------------- | ---------------------- |
| Жамбил, село     | Джамбул, Жанатарлик, Совхоз імені Джамбула | 1569                   | 1268                   | 1234                   | 1222                   |
| Интали, село     | -                                          | 44                     | -                      | -                      | -                      |
| Кояндиузек, село | Батюрбек                                   | 131                    | -                      | -                      | -                      |